# Fimbristylis laxiglumis
Fimbristylis laxiglumis är en halvgräsart som beskrevs av Latz. Fimbristylis laxiglumis ingår i släktet Fimbristylis och familjen halvgräs. Inga underarter finns listade i Catalogue of Life.